# Eleição presidencial na Venezuela em 1947
A eleição presidencial venezuelana de 1947 ocorreu em 14 de dezembro e foi o primeiro pleito presidencial da história do país a ser realizado com base no sufrágio universal de forma direta, já que desde 1931, o presidente da Venezuela era eleito pelos deputados e senadores que compunham o Congresso da Venezuela. Além disso, para cientistas políticos do país, este foi considerado o primeiro processo eleitoral verdadeiramente democrático e honesto da história venezuelana.
O candidato governista Rómulo Gallegos, filiado à Ação Democrática (AD) e apoiado pelo presidente em exercício Rómulo Betancourt, sagrou-se vencedor do pleito por ampla margem de votos, conquistando 74,35% dos votos válidos. Por sua vez, os candidatos oposicionistas Rafael Caldera e Gustavo Machado, filiados respectivamente ao Comitê de Organização Política Eleitoral Independente (COPEI) e Partido Comunista da Venezuela (PCV), obtiveram necessariamente nesta ordem 22,36% e 3,29% dos votos válidos.

## Resultados eleitorais
| Candidatos              | Candidatos              | Partidos                                              | Votos     | %      |
| ----------------------- | ----------------------- | ----------------------------------------------------- | --------- | ------ |
|                         | Rómulo Gallegos         | Ação Democrática                                      | 871 752   | 74.35  |
|                         | Rafael Caldera          | Comitê de Organização Política Eleitoral Independente | 262 204   | 22.36  |
|                         | Gustavo Machado         | Partido Comunista da Venezuela                        | 38 587    | 3.29   |
| Total de votos          | Total de votos          | Total de votos                                        | 1 172 543 | 100.00 |
| Eleitorado apto a votar | Eleitorado apto a votar | Eleitorado apto a votar                               | 1 662 000 | 70.55  |